# Cirilo Bertrán
José Sanz Tejedor (Lerma, 20 de marzo de 1888-Turón (Asturias), 9 de octubre de 1934), más conocido como Cirilo Bertrán, fue un religioso católico español, de los Hermanos de las Escuelas Cristianas, martirizado en Turón en 1934. Venerado como santo en la Iglesia católica.

## Biografía
José Sanz Tejedor nació en la localidad de Lerma, provincia de Burgos (España), en el seno de una familia humilde. Ingresó a la Congregación de los Hermanos de las Escuelas Cristianas en 1905, hizo su noviciado en Bujedo. Al terminar sus estudios en dicha comunidad fue destinado a la de Deusto, en Vizcaya. Allí profesó sus votos tomando el nombre de Cirilo Bertrán el 31 de agosto de 1909.
Cirilo Bertrán desempeñó su labor apostólica en el Asilo del Sagrado Corazón de Madrid, trabajó en la Escuela del Puente de Vallecas y en la de Santa Susana. Más tarde fue profesor en Villagarcía de la Torre y en Sanlúcar de Barrameda. En esta última hizo sus votos perpetuos en 1916. Ejerció la docencia en la comunidad de Isla y luego fue nombrado director primero de la comunidad de Riotuerto, luego en Ánaz y más tarde de Santander. Dirigió igualmente las escuelas de la Sagrada Familia en Valladolid y la de Nuestra Señora de Covadonga en Turón.
Fue fusilado junto a otros siete hermanos de su congregación, el 9 de octubre de 1934., en la Revolución de Asturias.

## Culto
La causa de beatificiación de Cirilo Bertrán y sus compañeros mártires fue iniciada en Oviedo el 9 de octubre de 1944, debido a que su fama de santidad se había extendido por Asturias y fuera de ella.
Cirilo Bertrán fue beatificado por el papa Juan Pablo II el  29 de abril de 1990 y canonizado por el mismo pontífice el 21 de noviembre de 1999. Su nombre encabeza la lista de los llamados mártires de Turón, siete de ellos también miembros de su congregación y uno pasionista, Inocencio de la Inmaculada. Estos mártires destacan en la gran lista de los mártires de España del siglo XX, por haber sido los primeros en ser canonizados.
Las reliquias de San Cirilo Bertrán se veneran en la iglesia del Monasterio de Santa María de Bujedo, en Bujedo (provincia de Burgos), junto con las de sus compañeros mártires de Turón. Su fiesta se celebra el 6 de noviembre en la iglesia universal, y la Congregación de los Hermanos de las Escuelas Cristianas la celebran el 9 de octubre.